# Совка лебедовая
Лебедовая совка, или гречишная совка (лат. Trachea atriplicis), — вид бабочек из семейства совок (Noctuidae).

## Описание

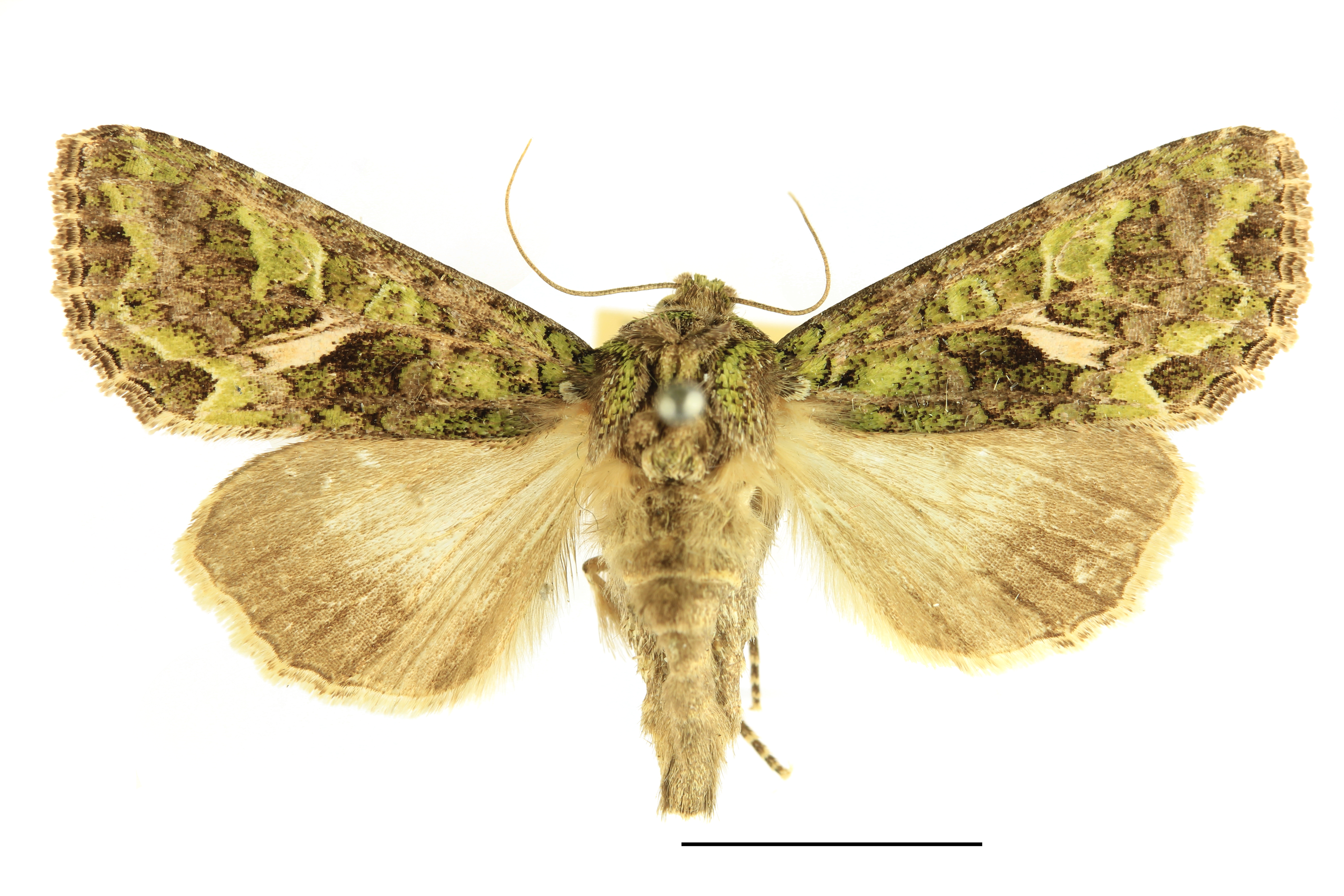
Trachea atriplicis

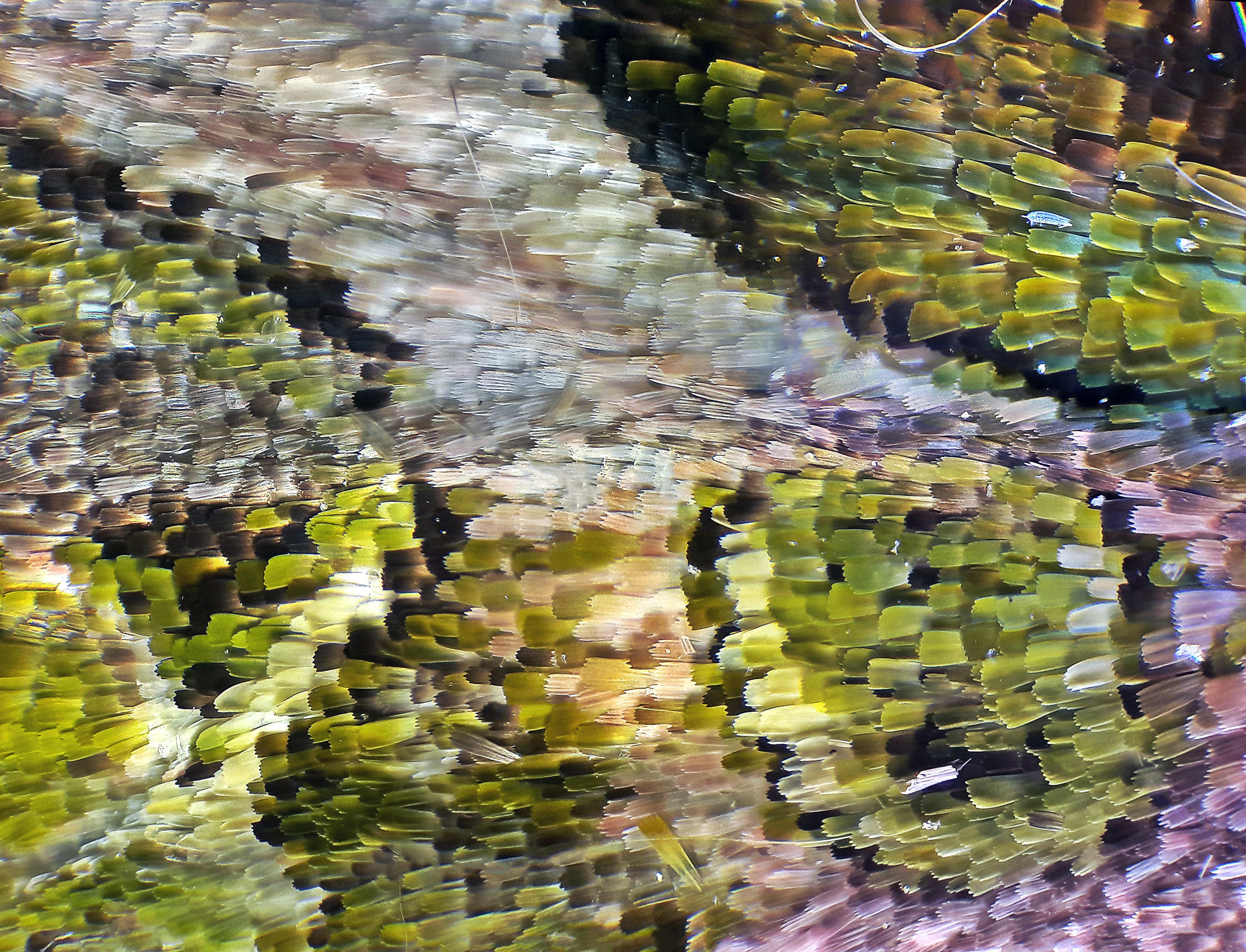
Фрагмент крыла под микроскопом

Размах крыльев 38—43 мм (по другим данным — 32-52 мм). Передние крылья широкие, буро-серые с зелёным узором; выделяются также более светлые поперечные линии, зелёное почковидное пятно и косой желтовато-белый штрих над ним. Задние крылья тёмно-серого цвета, с более светлой нижней стороной.
Основание усиков, щупики и лоб покрыты пушком. Щупики длинные, усики щетинковидные (у самцов). Грудь, спереди и сзади, покрыта волосками.

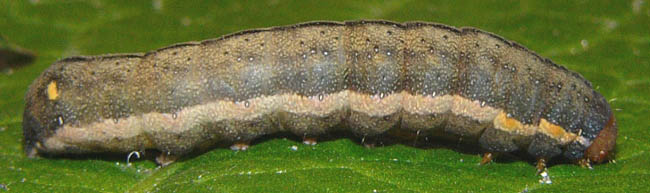
Гусеница совки лебедовой

Гусеница грязно-зелёного или коричневатого цвета в светлую крапинку. Вдоль спины проходит тёмная полоса; более широкая боковая полоса жёлтого цвета. На одиннадцатом членике — два желтоватых пятна. Голова, ноги, грудной и анальный щитки жёлтые.
Куколка тёмно-коричневого цвета; в области крыльев, глаз и лапок морщинистая, кончик брюшка гладкий.

## Ареал и местообитание
Встречается в Западной и Восточной Европе; в европейской части России и в Сибири; в Средней Азии, Китае, Японии и на полуострове Корея.
Обитает на лугах и полях, в лесах, парках и садах.

## Биология
Развивается в двух поколениях. Бабочки летают с мая по август-сентябрь, гусеницы встречаются с июля до октября. Окукливается в почве, зимуют куколки.
Гусеницы кормятся на травянистых растениях, в первую очередь маревых и гречишных. Встречаются на лебеде, мари, вьюнке, щавеле и пр..

## Хозяйственное значение
Гусеницы совки лебедовой (известные также как «гречишный червь») могут наносить незначительный вред сельскохозяйственным культурам. В их числе свёкла, гречиха, щавель, ревень, капуста, шпинат и др. Встречаются гусеницы, как правило, в небольшом количестве.